# Nürnberger Platz (Berlin)
Der Nürnberger Platz liegt im Berliner Ortsteil Wilmersdorf. An ihn münden die Schaper-, Grainauer, Geisberg-, Nürnberger und Spichernstraße. Nach Zerstörungen des Zweiten Weltkriegs ist er als Platz heute kaum noch zu erkennen, zumal durch die Verkehrsplanung der Nachkriegszeit die für die „autogerechte Stadt“ erheblich verbreiterte Spichernstraße die ursprüngliche geschlossene Struktur völlig aufgelöst hat.

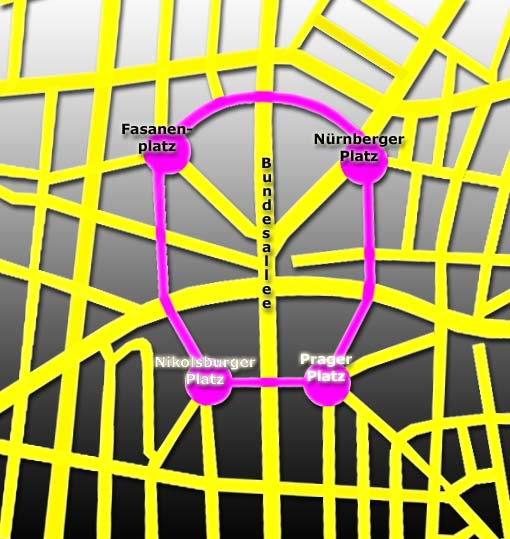
Nürnberger Platz in der (hier rot eingezeichneten) „Carstenn-Figur“

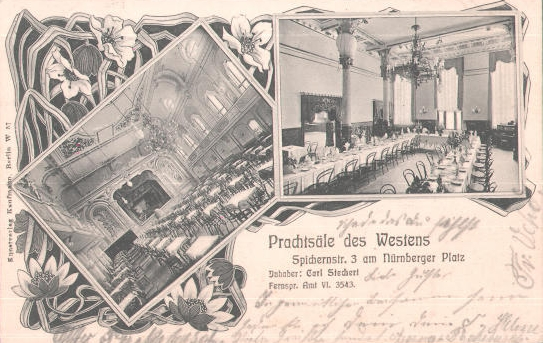
Prachtsäle des Westens
am Nürnberger Platz

Er wurde 1870 von Johann Anton Wilhelm von Carstenn als nordöstlicher Repräsentations- und Schmuckplatz in der von ihm konzipierten „Carstenn-Figur“ gebaut, einem städtebaulichen Ensemble, zu dem der Prager, Nikolsburger und Fasanenplatz gehören. 1901 erhielt er den Namen in Erinnerung an die fränkischen Hohenzollern, die vor ihrer Einsetzung in der Mark Brandenburg Burggrafen von Nürnberg waren. Damit steht die Platzbenennung im Zusammenhang mit dem nahen Hohenzollerndamm. In Fortsetzung der  Nürnberger Straße findet sich dann auch die Burggrafenstraße. Die Benennung des Nürnberger Platzes und der Nürnberger Straße korrespondiert auch mit dem südöstlich angrenzenden Bayerischen Viertel.
Die Randbebauung erfolgte im Stil der Gründerzeit. 1904 befand sich am Platz ein großes Kongresszentrum, die  Prachtsäle des Westens. Im Oktober 1913 wurde der U-Bahnhof Nürnberger Platz mit steinernem Eingangsportal nach Plänen von Alfred Grenander eröffnet. Der Architekt lebte von 1905 bis zu seinem Tode 1931 in einer Wohnung mit Blick auf den Nürnberger Platz im Hause Prager Straße 36 (II). An dieser Stelle steht heute das Haus Grainauer Straße 1 (Ecke Geisbergstraße), da dieser Teil der Prager Straße nach dem Zweiten Weltkrieg umbenannt wurde.
Im Zweiten Weltkrieg wurde die Randbebauung durch alliierte Luftangriffe nahezu völlig zerstört. Sie wurde nach 1945 modern wieder aufgebaut. Der Platz schrumpfte auf eine rechtwinkelige Grünfläche mit Bäumen und einer Sitzecke östlich der Nürnberger Straße. Im Juni 1959 wurde der U-Bahnhof unter diesem Namen geschlossen, nachdem 100 Meter entfernt an der Spichernstraße ein neuer Umsteigebahnhof in Betrieb ging und den verlängerten bisherigen Bahnsteig integrierte.
Von dem 1927 bis 1929 in der Nähe wohnenden Schriftsteller Erich Kästner wird berichtet, dass er im Café Carlton am Nürnberger Platz an seinen Büchern schrieb und gerne auch um Mitternacht noch Mohn- oder Apfelstrudel bestellte.